# カザジョーヴェ
カザジョーヴェ（伊: Casagiove）は、イタリア共和国カンパニア州カゼルタ県にある、人口約13,000人の基礎自治体（コムーネ）。

## 地理

### 位置・広がり

#### 隣接コムーネ
隣接するコムーネは以下の通り。
- カザプッラ
- カゼルタ
- マチェラータ・カンパーニア
- レカーレ
- サン・ニコーラ・ラ・ストラーダ
- サン・プリスコ

### 気候分類・地震分類
カザジョーヴェにおけるイタリアの気候分類 (it) および度日は、zona C, 942 GGである。
また、イタリアの地震リスク階級 (it) では、zona 2 (sismicità media) に分類される。